# Helen Mary
Helen Mary (* 14. März 1977 in Kerala, Indien) ist eine ehemalige indische Hockeyspielerin. Sie wurde als Torwart eingesetzt und spielte von 1992 bis 2006 in der Indischen Hockeynationalmannschaft der Damen. 2004 erhielt sie den Arjuna Award.

## Erfolge

### Commonwealth Games
- 1998: 4. Platz
- 2002: Gold

### Hockey Asia Cup
- 2004: Gold

### Asienspiele
- 1998: Silber
- 2002: 4. Platz